# Torre del Consell de Sibiu
Torre del Consell de Sibiu (en alemany Hermannstädter Ratsturm) és una torre situada a Sibiu, sota la qual hi ha una passarel·la entre la Plaça Gran i la Plaça Petita. Va ser construït al segle xiii, a la planta baixa era la porta d'entrada al segon cinturó de fortificacions de la ciutat. Amb el pas del temps, es van sotmetre a diverses restauracions que van alterar la seva forma original. La Torre del Consell es troba a la Plaça Petita núm. 1.
El segon recinte de les fortificacions de la ciutat medieval de Sibiu, que inclou la Torre del Consell, la Torre de les Escales Daurades i fragments de cortines construïts entre 1224-1241, es va incloure a la Llista de monuments històrics del comtat de Sibiu des del 2004, amb el codi classificació SB-II-mA-12010.02.

## Històric
La torre es va construir al segle xiii i es va utilitzar inicialment com a porta d’entrada al segon cinturó de fortificació de la ciutat. A les seves immediacions es troba l'edifici que acollia l’Ajuntament de Sibiu (situat a Piața Mică núm. 31), documentat per primera vegada el 1324.
El segon recinte fortificat de la ciutat data de 1224-1241. Després de la investigació arqueològica, es va descobrir una moneda del regnat del rei Andreu II d’Hongria (1205-1235) a la séquia defensiva d’aquest recinte.
La torre actual conserva de la construcció original només el nucli elevat fins a l’alçada del primer pis. S’ha reconstruït diverses vegades al llarg del temps i s’ha elevat i s’ha incorporat a un grup d’edificis. Els pisos superiors de la torre es van esfondrar el 17 de febrer de 1585 i van enterrar sota les parets el pintor Johann David que treballava per pintar la volta. Com a resultat, en el període 1586-1588 es van dur a terme una sèrie d’extenses obres de reconstrucció.
Per sobre del passatge de Piața Mică a Piața Mare, a la paret hi ha incrustada una llosa de pedra amb la següent inscripció llatina: "HAEC TVRRIS TOTALITER PRAEPARATA EST AD 1588 DIES 3 AVGVS"., la traducció aproximada del qual al romanès és: "Aquesta torre està completament preparada el 3 d'agost de l'any del Senyor 1588".
El sostre de la torre, en forma piramidal nítida amb quatre torretes a les cantonades, va ser reparat diverses vegades al segle xviii, primer el 1719 pel magistrat de la ciutat i després el 1750, quan es va prendre la decisió de substituir el sostre en un de forma piramidal nítida, amb una de més curta i barata. Com mostra l’aquarel·la La fira anual de Sibiu el 1789 del pintor Franz Neuhauser, mostra que el sostre de la torre es va construir en forma piramidal curta, amb trencament de pendent, amb quatre torretes a les cantonades. Es va substituir entre 1824-1826 quan es va afegir el pis superior i es va reconstruir el sostre que va adoptar la forma actual de bulb.
La torre del Consell es va restaurar completament entre 1961-1962, al seu interior es va organitzar l'exposició "Aspectes de la història de Sibiu". El 1962-1998 la torre va albergar una secció d'exposicions medievals del Museu Brukenthal. Una llosa de marbre blanc amb la següent inscripció es va col·locar a la paret de la torre des de la Gran Plaça el 1964:
"TORRE DEL CONSELL
Va ser la porta d’entrada al segon cinturó de fortificació de la ciutat a finals del segle xiii. Parcialment esfondrat el 1586, es va reconstruir el 1588. El 1826 es va afegir un altre pis, que va rebre el seu aspecte actual. Completament restaurat el 1961-1962.
Monument històric núm. 2557
Consell Popular de la Ciutat Regional de Sibiu - 1964"
Amb motiu de la visita dels caps d'Estat participants en la Cimera dels Estats del sud-est d'Europa, celebrada a Bucarest i Sibiu els dies 7 i 8 de juny de 2007, es va col·locar una altra placa amb el següent text bilingüe romanès-anglès la placa de 1964:
"La diversitat cultural, un pont entre el patrimoni i la cultura del futur
*** 
Aquesta placa es va descobrir durant la visita dels caps d'Estat, participants en la Cimera dels Estats del sud-est d'Europa, Bucarest-Sibiu,
Aquesta placa es va descobrir amb motiu de la visita del cap d'estats, participant en la Cimera dels països del sud-est europeu, Bucarest-Sibiu, del 7 al 8 de juny de 2007
Situat dins del programa Sibiu, Capital Europea de la Cultura - 2007"

## Ús
Amb el pas del temps, la torre ha tingut diversos usos. Així es va utilitzar com a torre de porta, gra de magatzem, com a torre del foc (mirador del foc) com a presó i fins i tot, durant un temps, com a museu de ciències naturals (a mitjan segle XIX). En aquest moment, la torre s’utilitza per a diverses exposicions i com a mirador, des del nivell superior de la torre els visitants poden veure tota la ciutat de Sibiu i els cims de les muntanyes Făgăraș.

## Arquitectura
La Torre del Consell és un edifici de set plantes retrocedides successivament, amb les façanes marcades per estretes obertures en forma de muralles. L'edifici està sostingut per alts contraforts, que es retrocedeixen per graons, als laterals de la Plaça Gran i la Plaça Petita. Als contraforts del costat sud de la torre hi ha incrustats dos lleons representats en relleu, que suposadament formaven part de l'estructura original de la torre, però que sembla que van ser esculpits durant el Renaixement (darrer terç del segle xvi).
A la planta baixa hi ha un gran passadís amb volta que comunica la Plaça Petita i la Plaça Gran. També, el 1930, es va obrir un nou passadís amb volta sota la torre, al costat dret, en enderrocar una part de l'edifici veí situat a Piața Mare núm. 2. L'accés a l'interior de la torre es fa per una porta petita, situada a la Plaça Petita. Des d’aquí s’enfila per una escala estreta i de caragol que condueix als pisos superiors. A la sisena planta hi ha el mecanisme del rellotge, amb esferes als quatre costats de la torre, mentre que a la planta superior hi havia un mirador sobre el nucli antic.

## Imatges

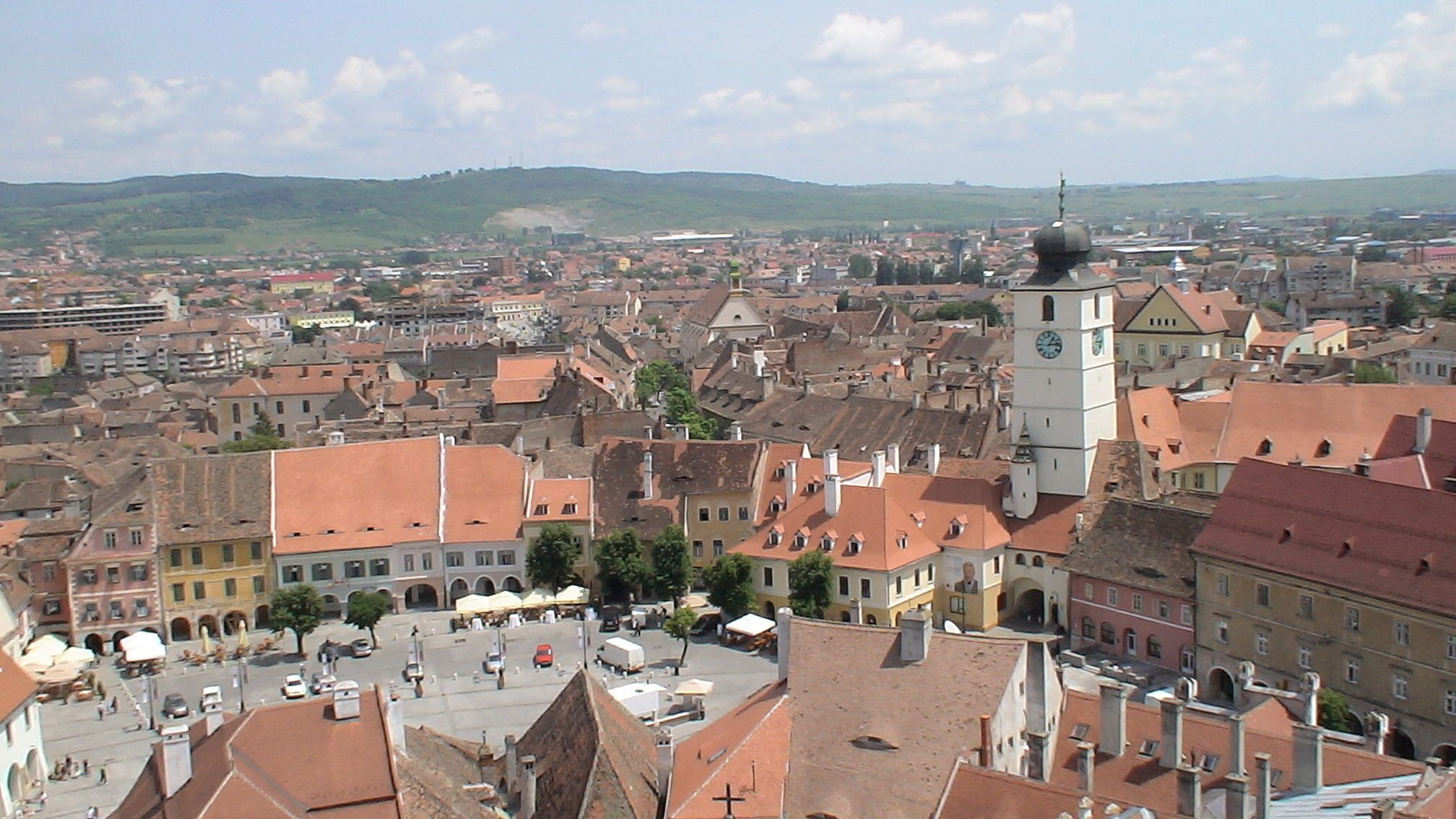
La torre del Consell vista des de la torre de la catedral evangèlica
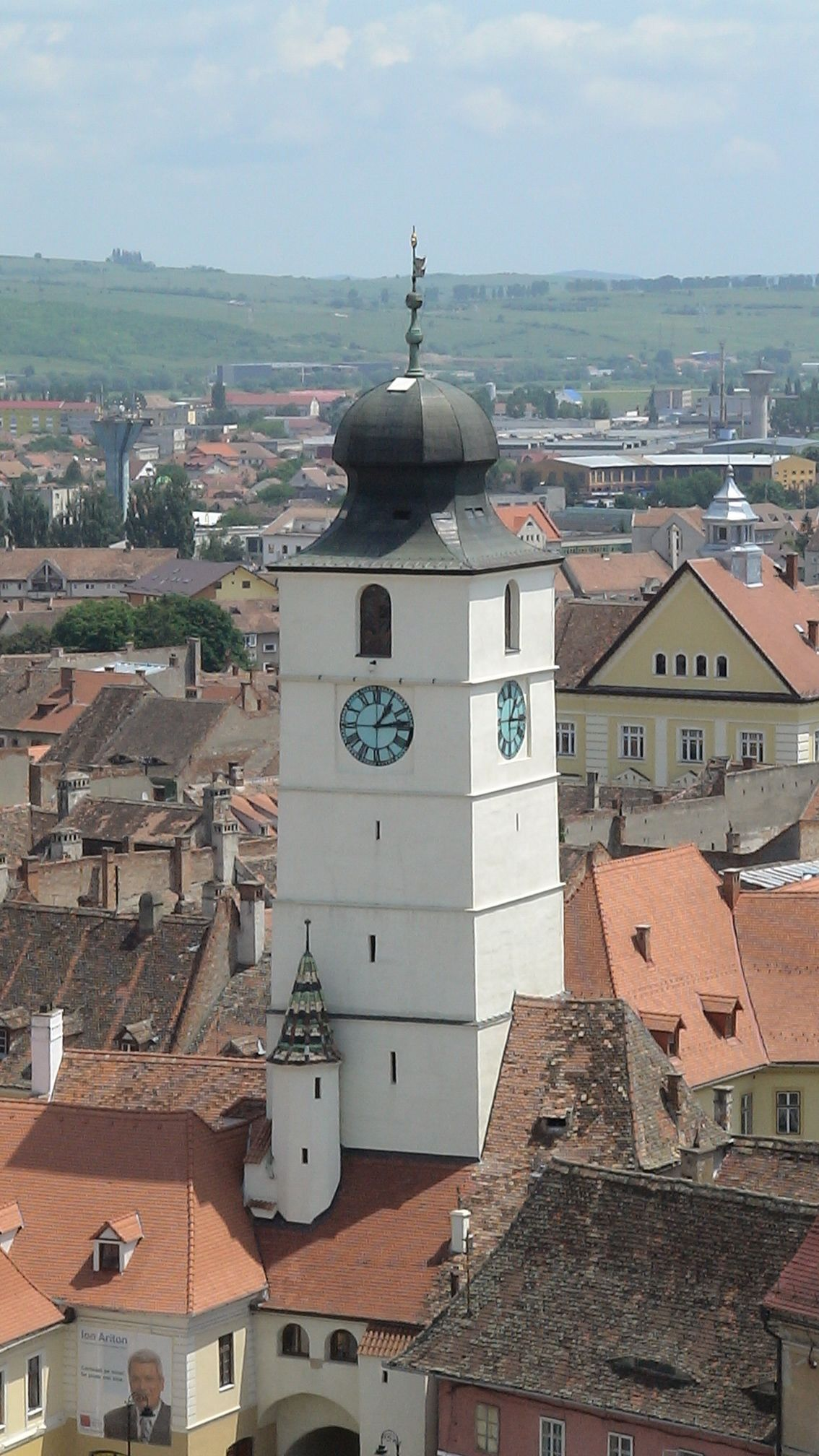
La torre del Consell vista des de la torre de la catedral evangèlica
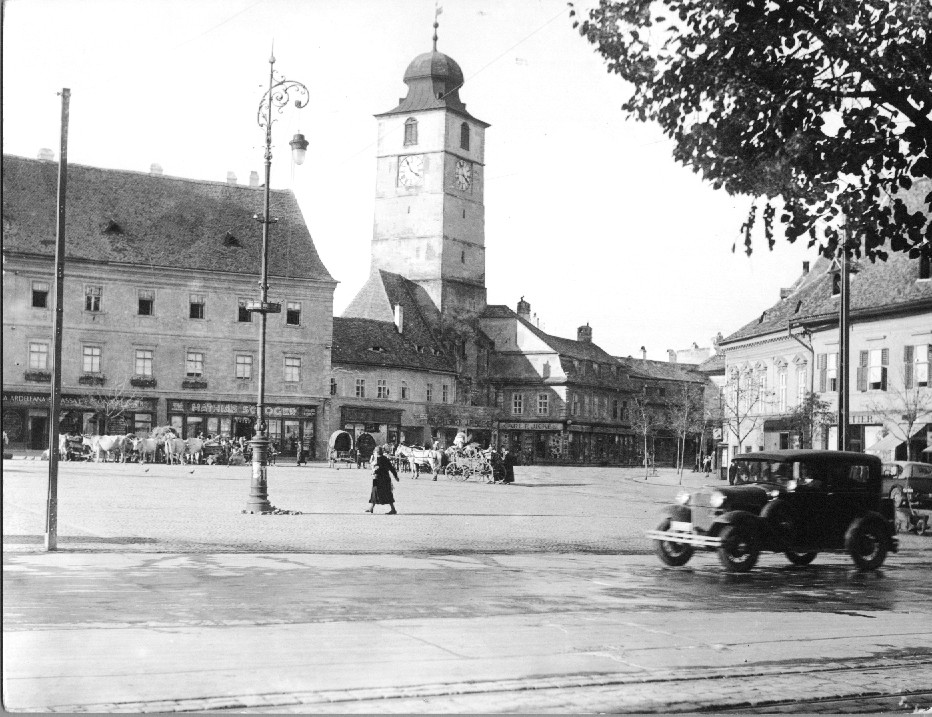
Torre del Consell vista des de la Gran Plaça (1928)
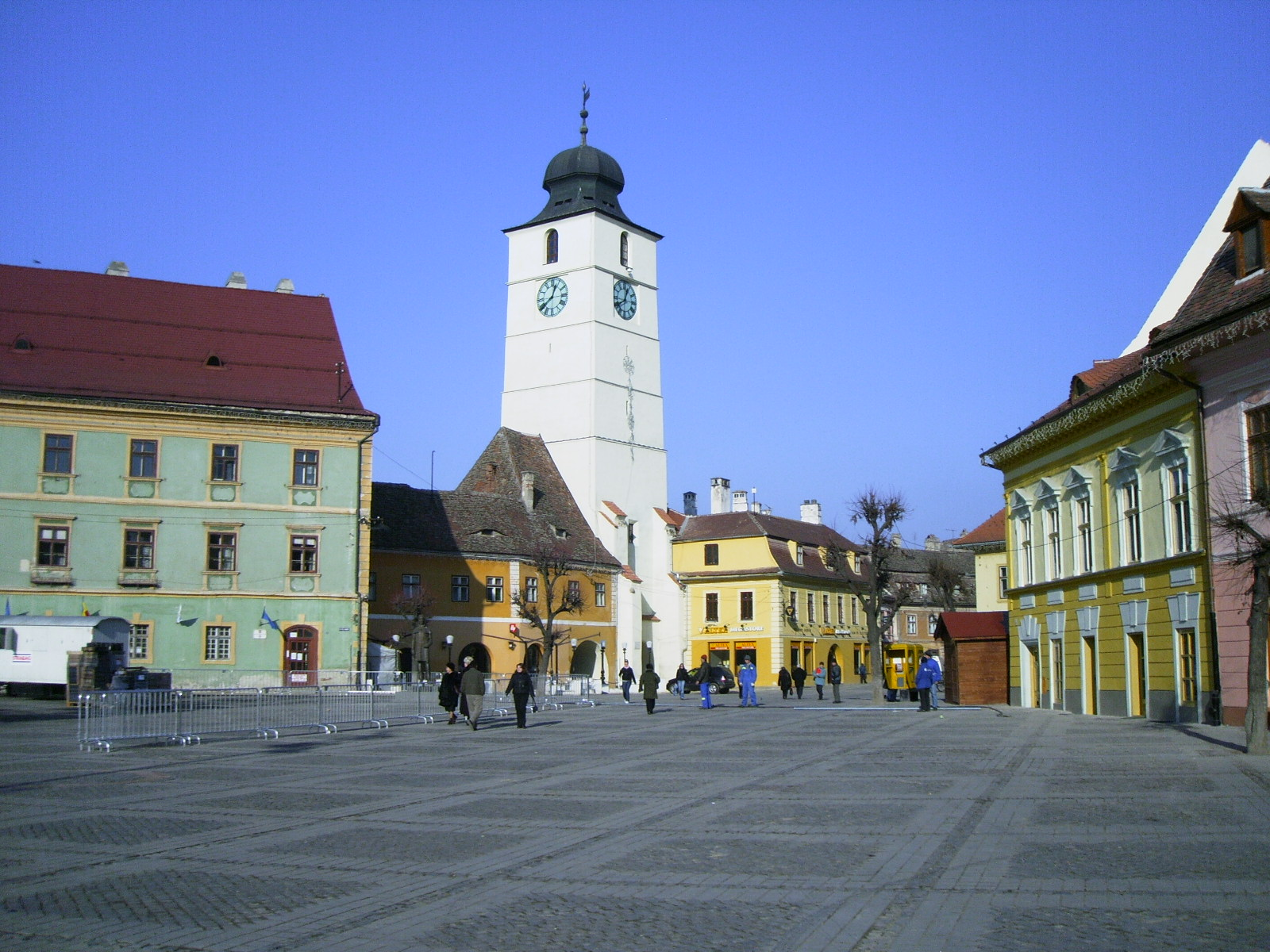
Torre del Consell vista des de la Gran Plaça (2006)
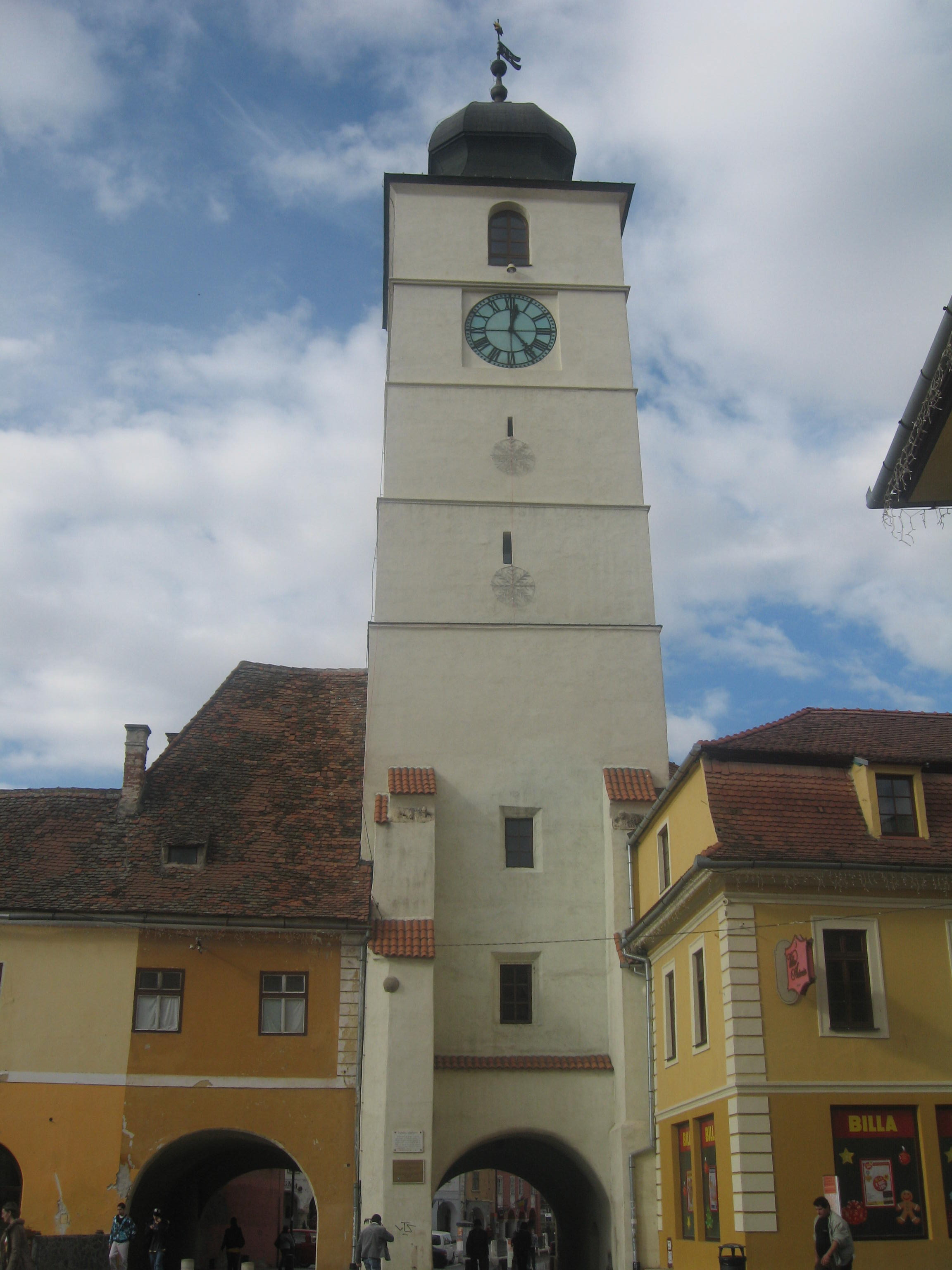
Torre del Consell vista des de la Gran Plaça (2009)
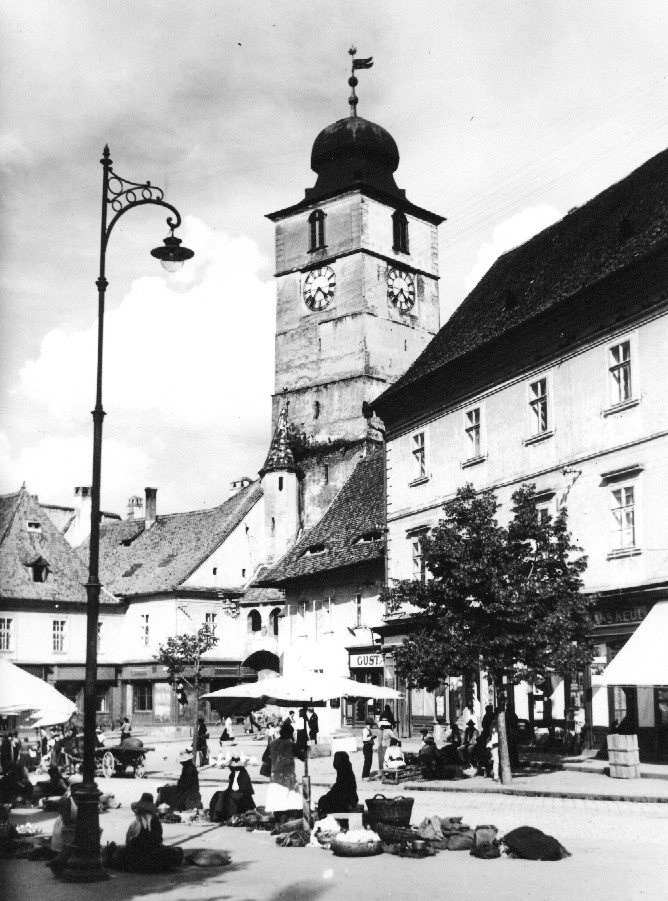
Torre del Consell vista des de la Plaça Petita (1928)
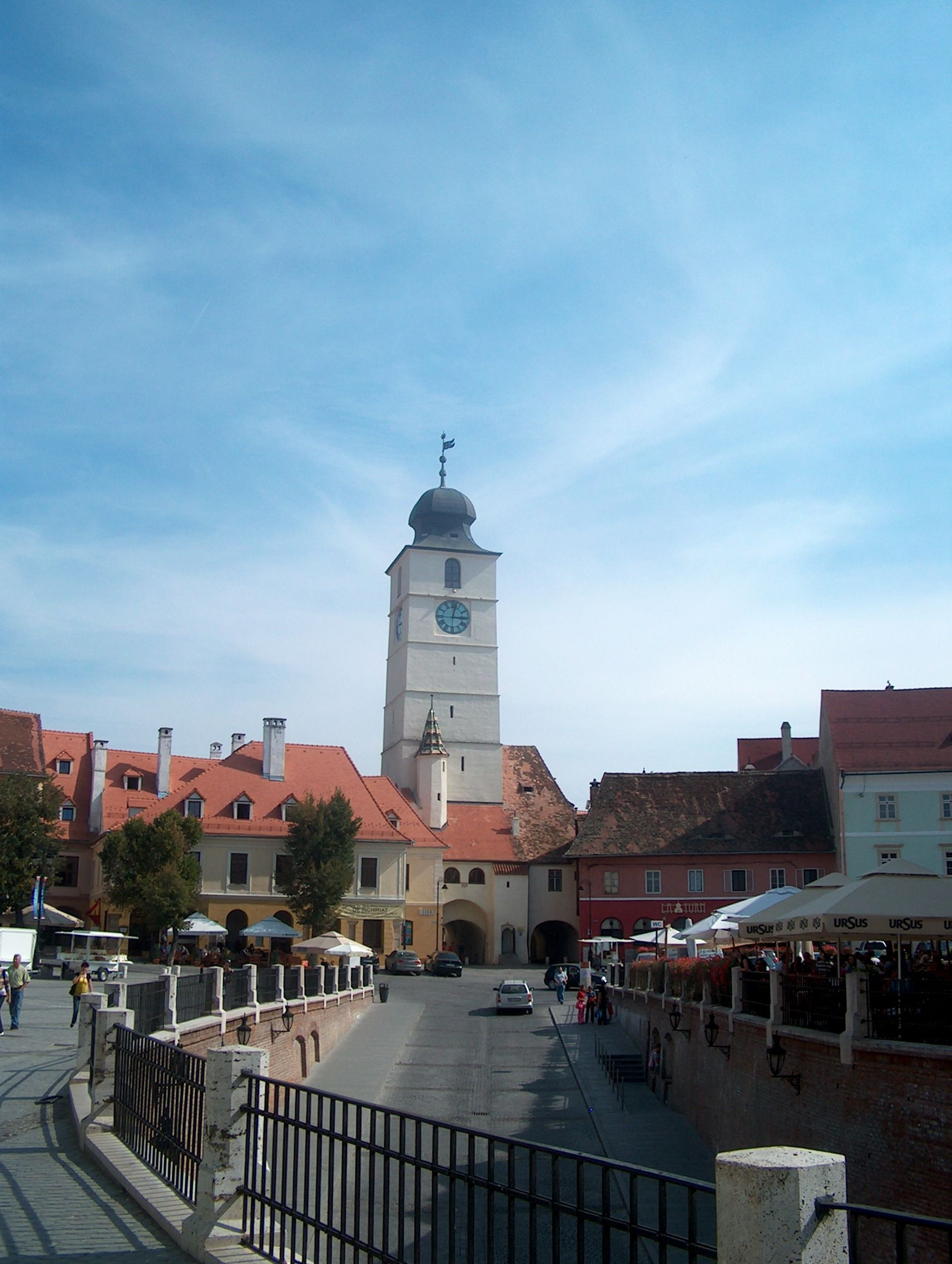
Vista des del pont de les mentides
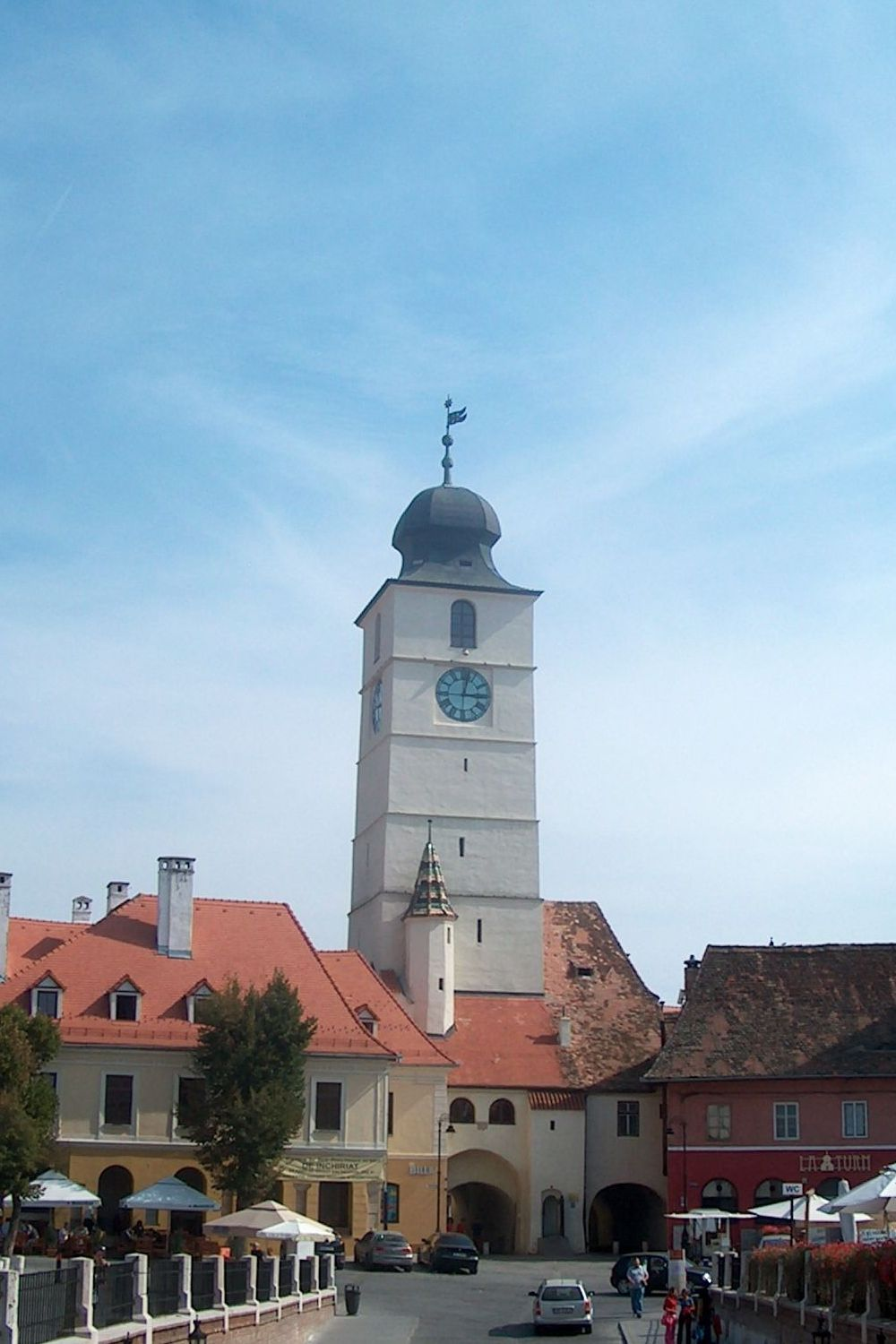
Vista des del pont de les mentides
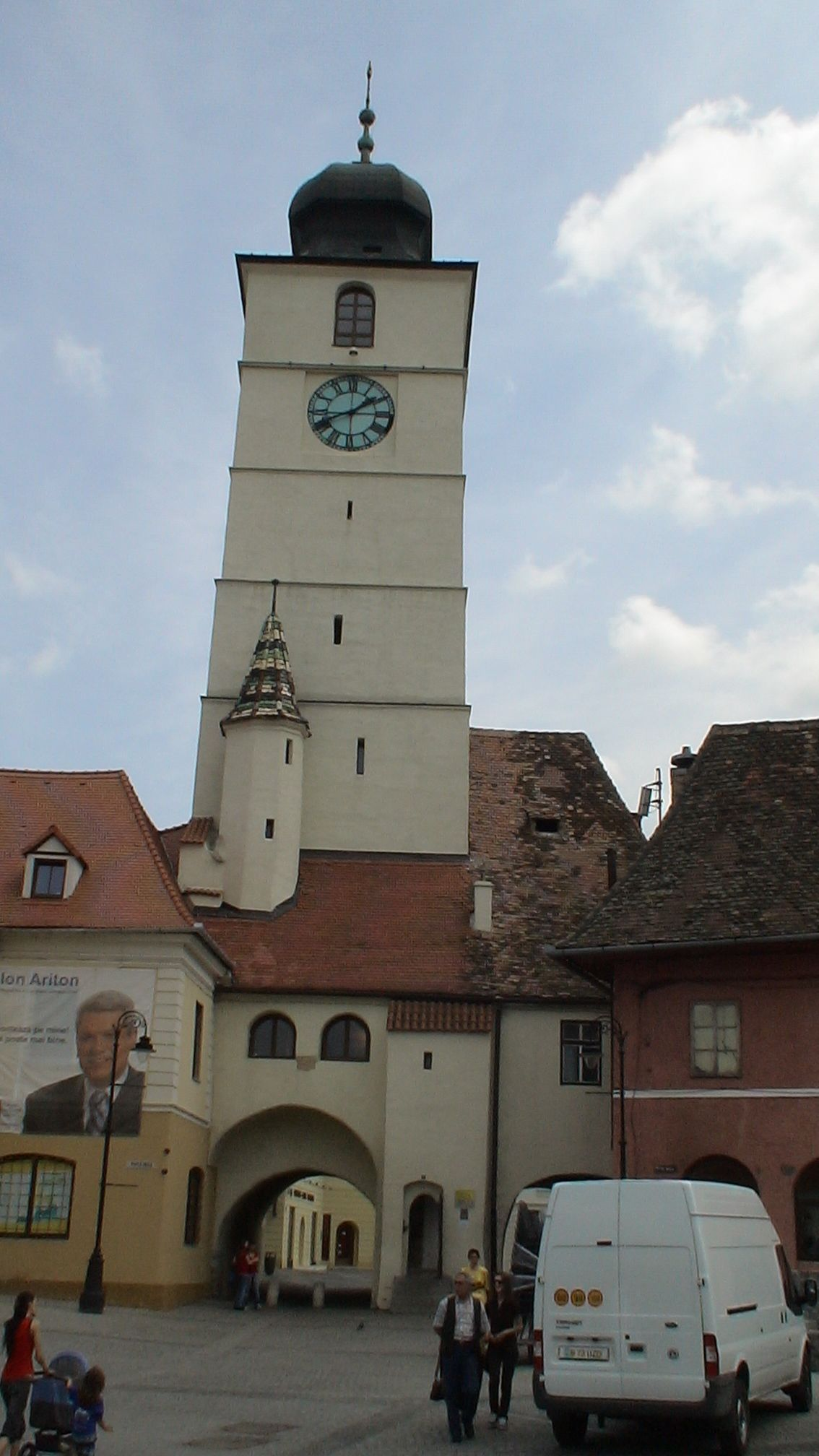
Vist des de la base, des de la Plaça Petita
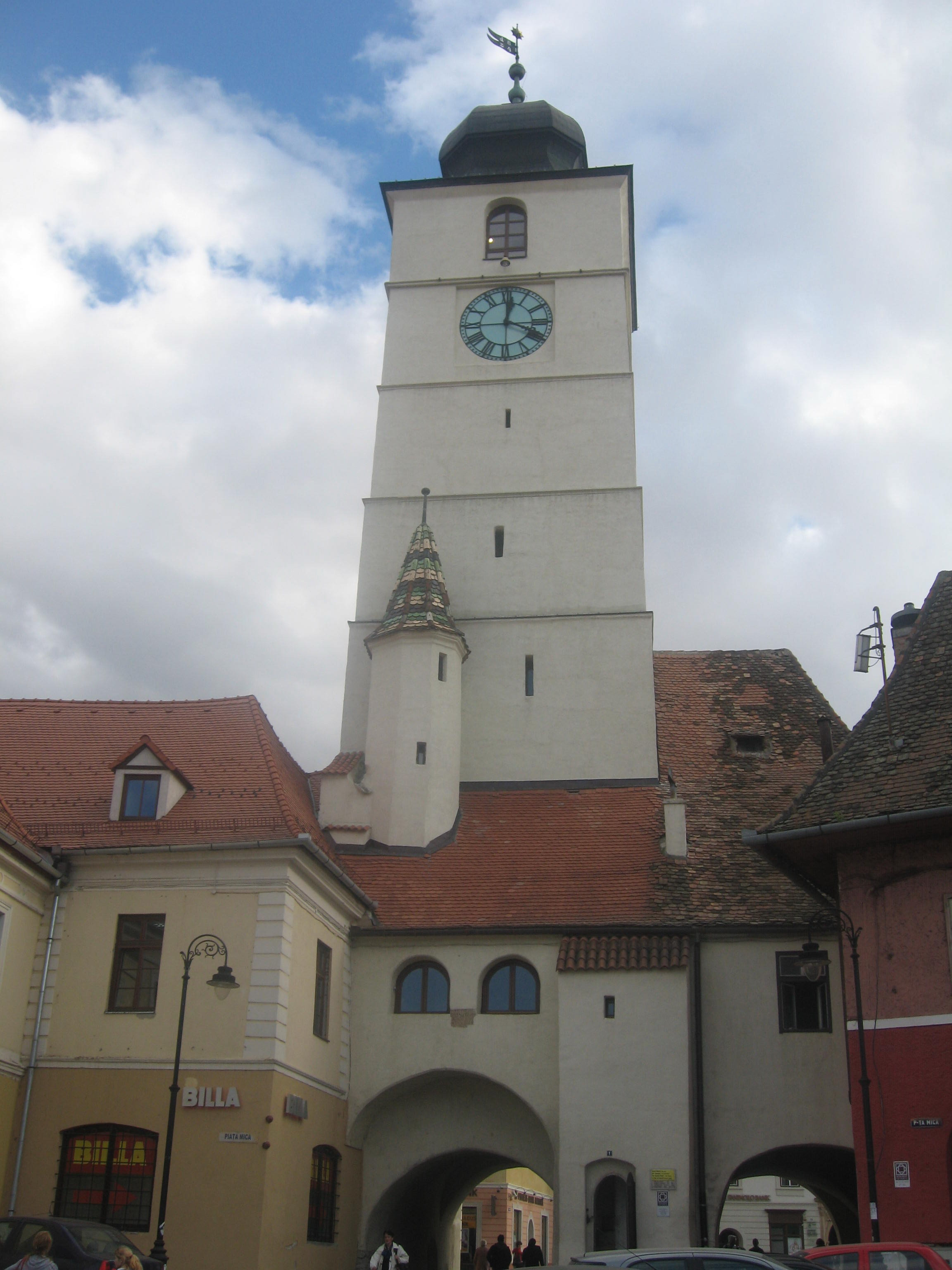
Torre del Consell vista des de la Plaça Petita (2009)
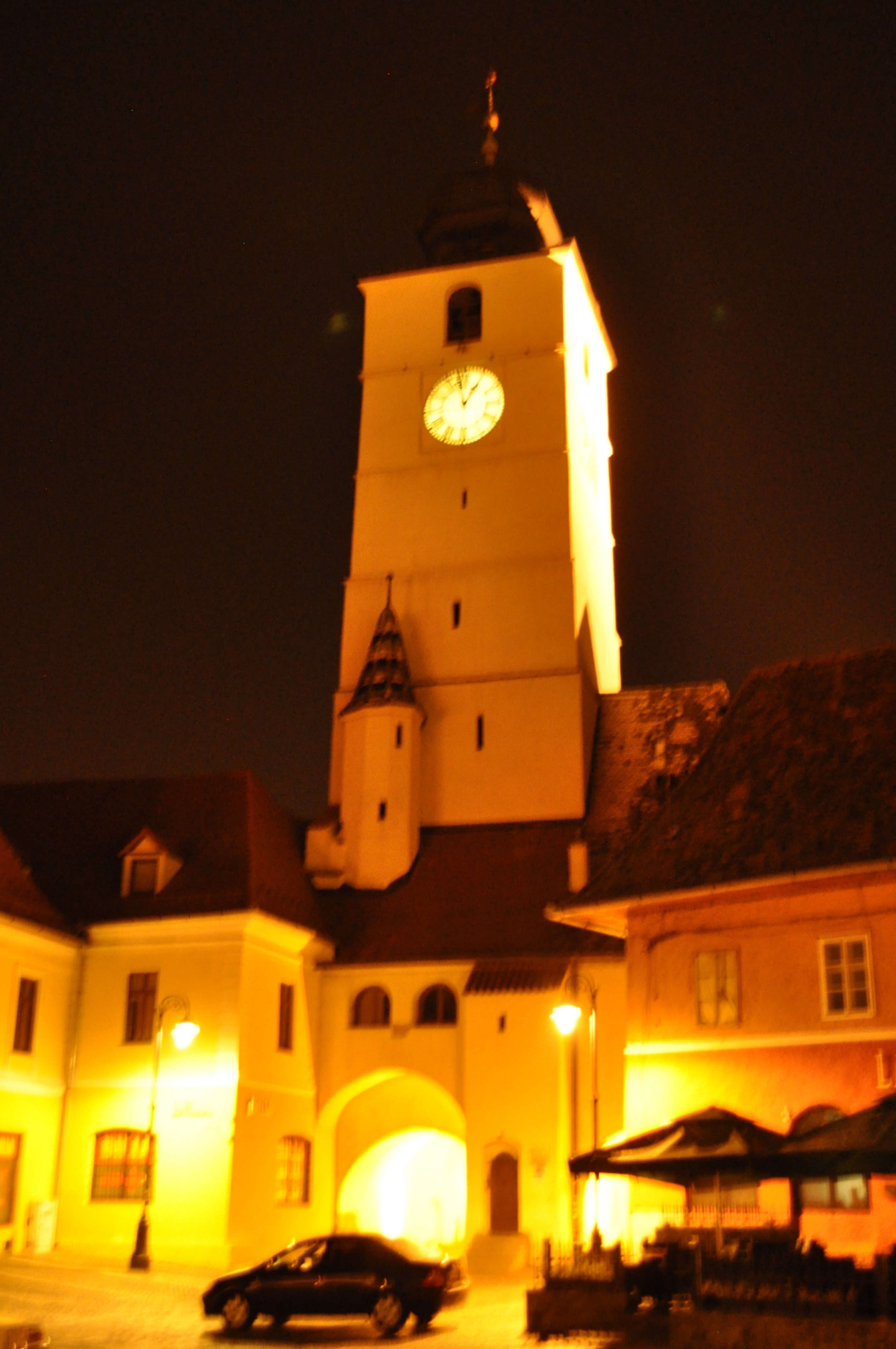
Torre del Consell vista des de la Plaça Petita (nit)
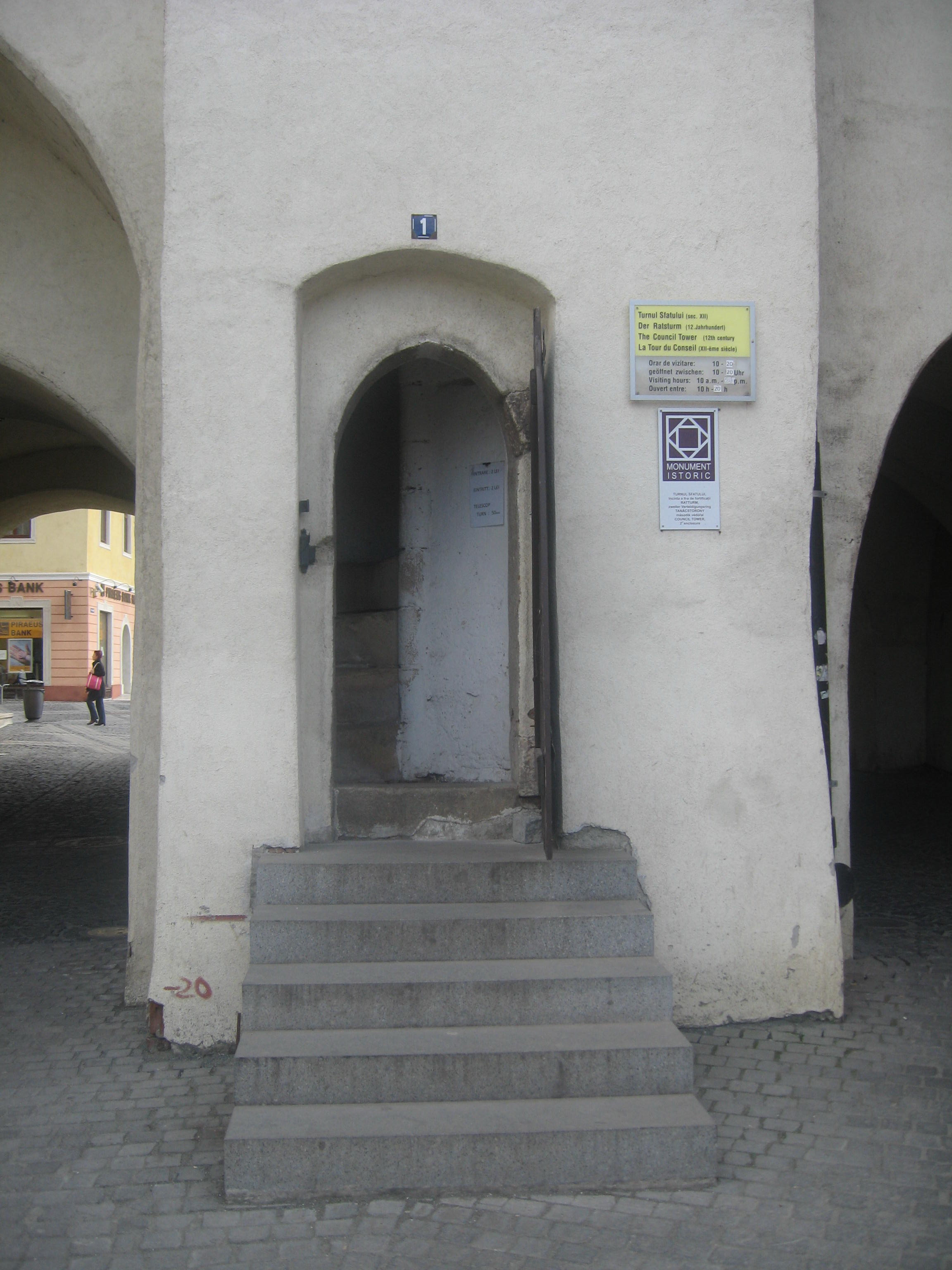
Entrada a la torre
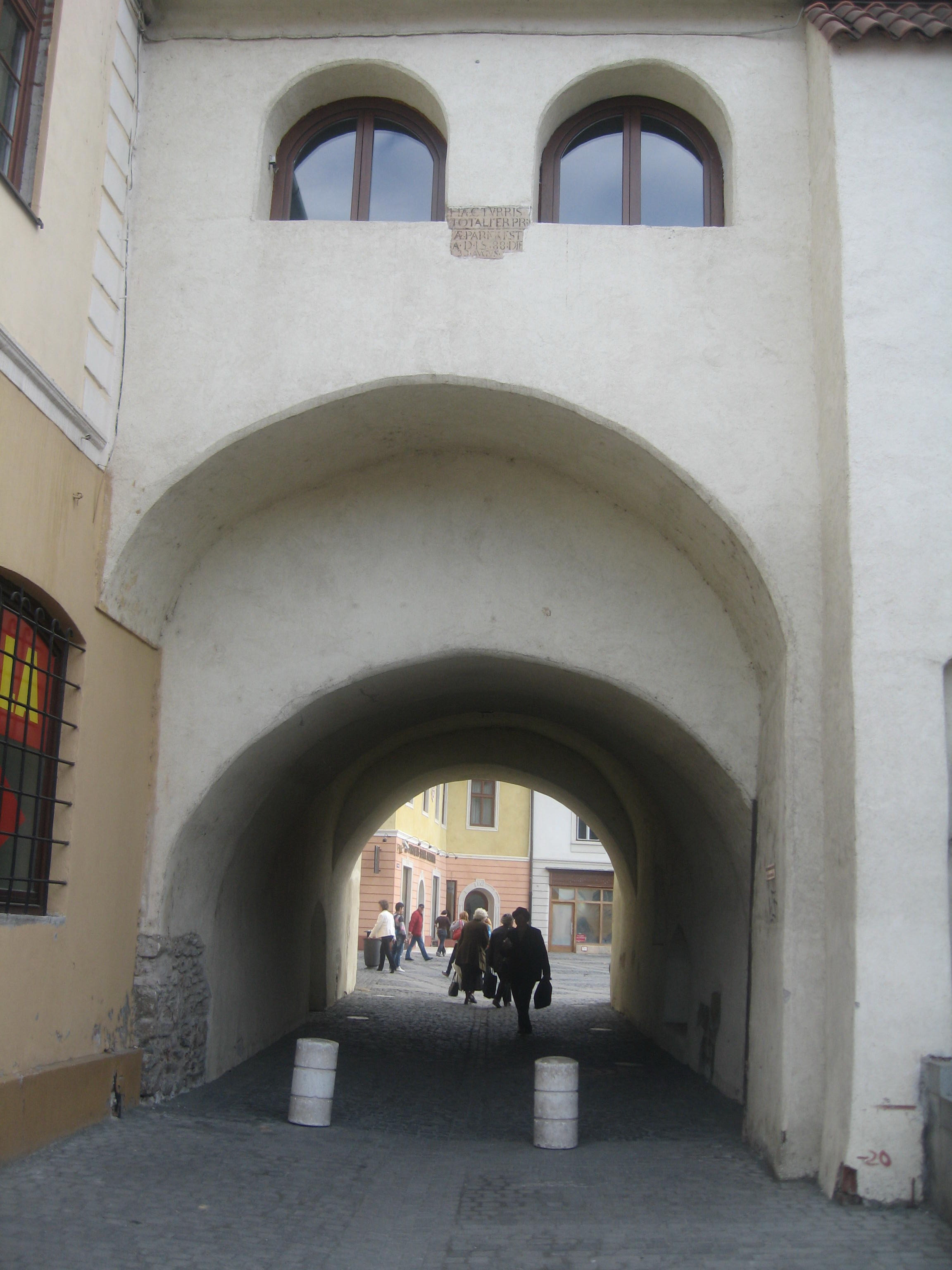
La banda d’accés de Piata Mică a Piaţa Mare
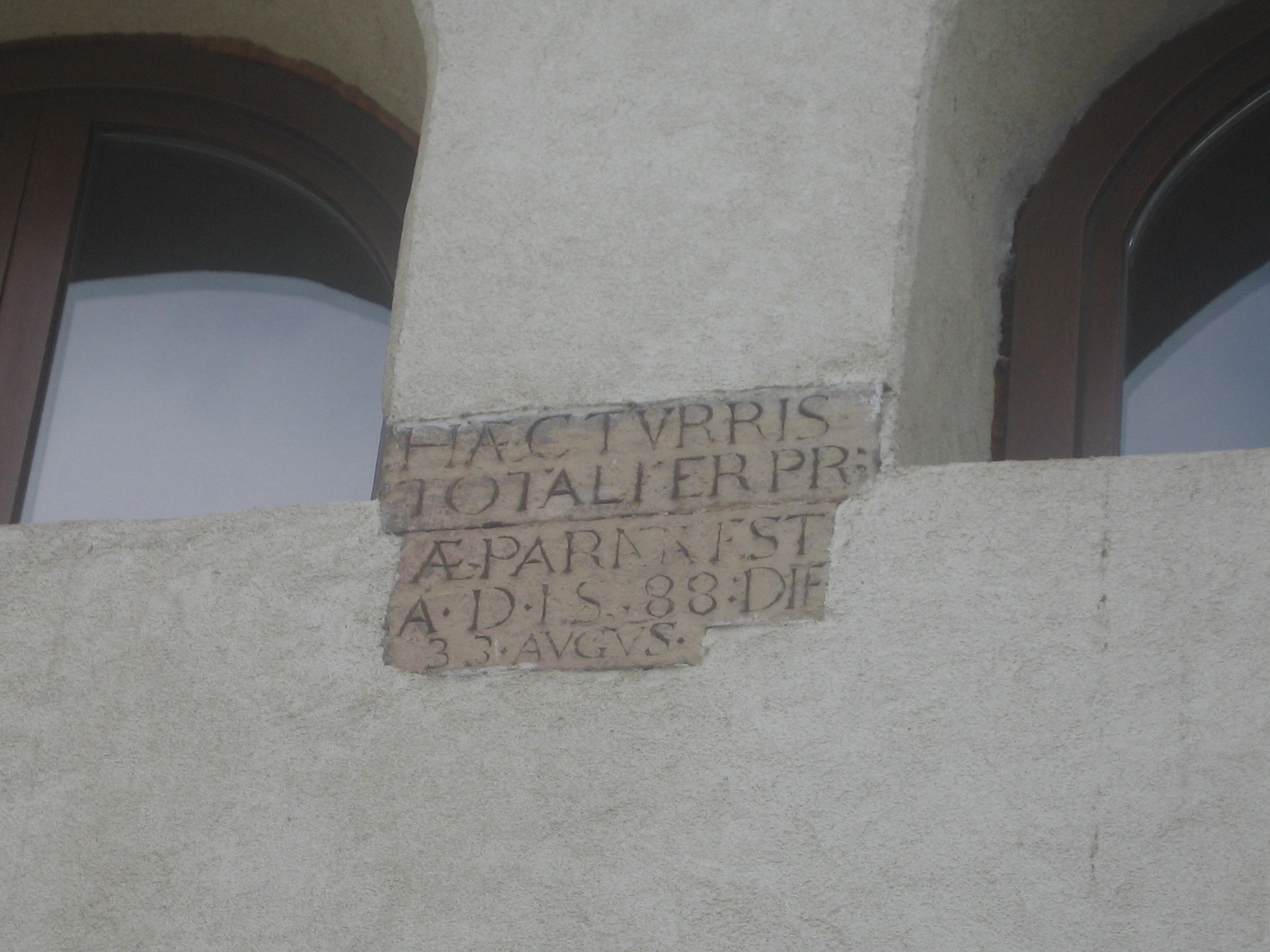
La inscripció sobre la banda d’accés de Piaţa Mică a Piaţa Mare
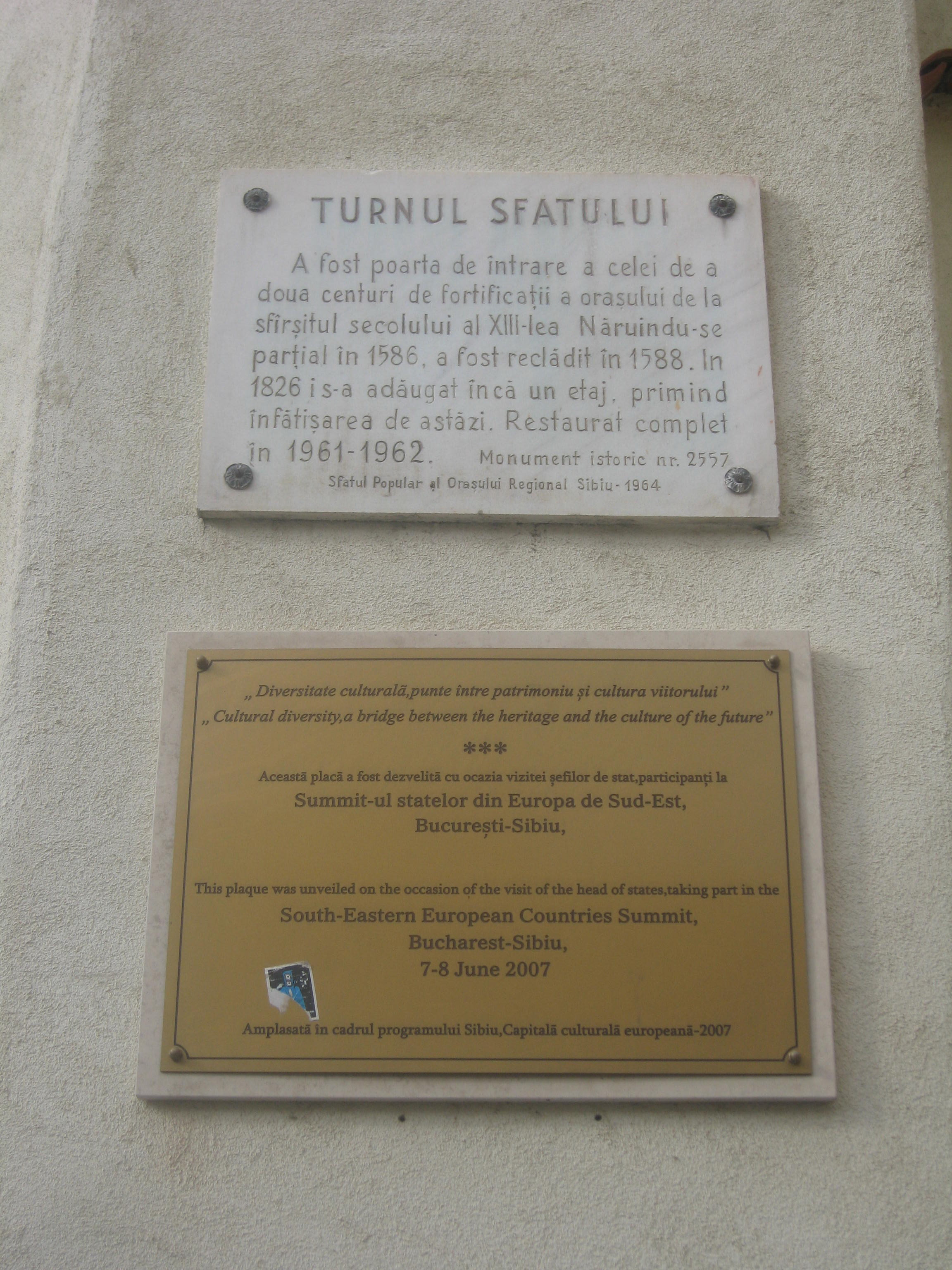
Rajoles a la paret de la torre